# Chase Dodd
Chase William Dodd (Long Beach, 5 de abril de 2003) é um jogador de polo aquático estadunidense.

## Carreira
Dodd está estudando na Universidade da Califórnia em Los Angeles, em 2024, e jogando por seu time esportivo.
Dodd joga pela seleção nacional desde 2022. Um sexto lugar no Campeonato Mundial de 2022 foi seguido por um sétimo lugar no Campeonato Mundial de 2023. Nos Jogos Pan-Americanos de 2023, a seleção norte-americana venceu os brasileiros, com Dodd marcando três gols na final. Em 2024, a seleção norte-americana alcançou apenas a nona colocação na Copa do Mundo de 2024.
Nos Jogos Olímpicos de Verão de 2024, em Paris, conquistou a medalha de bronze no torneio masculino do polo aquático, após vencer confronto contra a equipe húngara por 11–8 na disputa pelo terceiro lugar.